# Aki Maruyama
Aki Maruyama (jap. 丸山亜季 Maruyama Aki; ur. 6 października 1990 w Aishō (prefektura Shiga), w Japonii) – japońska siatkarka grająca jako libero. Obecnie występuje w drużynie Okayama Seagulls.